# Liga Campionilor EHF Feminin 2023-2024
Liga Campionilor EHF Feminin 2023-24 a fost a 31-a ediție a Ligii Campionilor EHF Feminin, competiția celor mai bune cluburi de handbal feminin din Europa, organizată și supervizată de Federația Europeană de Handbal. 

## Formatul competiției
La fel ca și în cele trei ediții anterioare, cea din 2023–2024 a început cu o fază preliminară, alcătuită din 16 echipe împărțite în două grupe de câte opt. Partidele s-au desfășurat după sistemul fiecare cu fiecare, cu meciuri pe teren propriu și în deplasare. Primele două echipe din fiecare grupă s-au calificat direct în sferturile de finală, în timp ce echipele clasate pe locurile 3–6 au jucat într-un playoff.
Fazele eliminatorii au fost alcătuite din patru runde: play-off, sferturi de finală și un turneu Final4, care a cuprins două semifinale și o finală. În sferturile de finală, celor 4 echipe calificate direct din faza grupelor li s-au alăturat cele 4 câștigătoare ale meciurilor din play-off. Cele 8 echipe rezultate au jucat câte două în meciuri pe teren propriu și în deplasare, iar cele patru câștigătoare pe baza scorului general ale acestor meciuri s-au calificat în turneul Final4.
În turneul Final4, semifinalele și finala s-au jucat în câte o singură manșă, în sala MVM Dome.

## Repartizarea echipelor
21 de echipe din 12 țări s-au înscris pentru un loc în faza grupelor competiției, din care 9 echipe având un loc asigurat. Nici una din cele 5 solicitări de wild card nu a fost acceptată de Comitetul Executiv al Federației Europene de Handbal.
| Echipe campioane (loc asigurat) | Solicitări pentru un loc suplimentar (națiuni cu un loc deja asigurat) | Solicitări de wild-card (respinse) |
| ------------------------------- | ---------------------------------------------------------------------- | ---------------------------------- |
| Team Esbjerg                    | Ikast Håndbold                                                         | RK Lokomotiva Zagreb               |
| Odense Håndbold                 | Brest Bretagne Handball                                                | Neptunes de Nantes                 |
| Metz Handball                   | MKS Zagłębie Lubin                                                     | Sola HK                            |
| SG BBM Bietigheim               | CS Rapid București                                                     | Storhamar HE                       |
| Budućnost BEMAX                 | IK Sävehof                                                             | Kastamonu Belediyesi GSK           |
| Vipers Kristiansand             | DVSC Schaeffler                                                        |                                    |
| CSM București                   | FTC-Rail Cargo Hungaria                                                |                                    |
| RK Krim Mercator                |                                                                        |                                    |
| Győri Audi ETO KC               |                                                                        |                                    |

Lista finală a celor 16 participante a fost făcută publică de Comitetul Executiv al EHF pe 20 iunie 2023.
| Team Esbjerg            | Metz Handball       | MKS Zagłębie Lubin | IK Sävehof              |
| Ikast Håndbold          | SG BBM Bietigheim   | CSM București      | Győri Audi ETO KC       |
| Odense Håndbold         | Budućnost BEMAX     | CS Rapid București | FTC-Rail Cargo Hungaria |
| Brest Bretagne Handball | Vipers Kristiansand | RK Krim Mercator   | DVSC Schaeffler         |

## Tragerea la sorți
Distribuția echipelor în urnele valorice a fost anunțată pe 23 iunie 2023. Federația Europeană de Handbal a modificat procedurile de alocare în urne pentru a evita ca unele din echipele provenite din aceeași țară să fie extrase în aceeași grupă preliminară. Din acest motiv, în urnele 1 și a 3-a au fost distribuite cinci echipe, în urna a 2-a patru echipe, respectiv doar două echipe în urna a 4-a. Drept urmare, echipele provenite din Danemarca, Franța, România și Ungaria din urnele 1 și a 2-a nu s-au întâlnit în faza grupelor cu echipe provenite din aceeași țară. Regula nu s-a aplicat însă și echipelor din Danemarca și Ungaria distribuite în urna a 4-a.
| Urna 1                                                                         | Urna a 2-a                                                                         | Urna a 3-a                                                              | Urna a 4-a                     |
| ------------------------------------------------------------------------------ | ---------------------------------------------------------------------------------- | ----------------------------------------------------------------------- | ------------------------------ |
| Vipers Kristiansand Győri Audi ETO KC Metz Handball Team Esbjerg CSM București | FTC-Rail Cargo Hungaria Brest Bretagne Handball Odense Håndbold CS Rapid București | RK Krim Budućnost BEMAX SG BBM Bietigheim IK Sävehof MKS Zagłębie Lubin | Ikast Håndbold DVSC Schaeffler |

Tragerea la sorți a fost efectuată pe 27 iunie 2023, de la ora locală 11:00, la sediul EHF de la Viena, Austria, și a fost transmisă în direct pe canalul ehfTV, pe canalul YouTube Home of Handball și pe contul de Facebook al Ligii Campionilor EHF, fiind acoperită și pe rețelele de socializare Twitter și Instagram.

## Faza grupelor
Cele 16 echipe au fost extrase în două grupe de câte opt. În urma tragerii la sorți au rezultat cele două grupe de mai jos.
În fiecare grupă, echipele au jucat una împotriva celeilalte după sistemul fiecare cu fiecare, cu meciuri pe teren propriu și în deplasare. Calendarul partidelor a fost anunțat pe 11 iulie 2023.
| Modul de departajare |
| --- |
| În faza grupelor, echipele au fost departajate pe bază de punctaj (2 puncte pentru victorie, 1 punct pentru meci egal, 0 puncte pentru înfrângere). La terminarea fazei grupelor, dacă două sau mai multe echipe dintr-o grupă au acumulat același număr de puncte, atunci departajarea lor s-a făcut conform capitolului 4.3, secțiunea 4.3.1.1 din regulament, ținând cont de următoarele criterii și în următoarea ordine: 1. Cel mai mare număr de puncte obținute în meciurile directe; 2. Golaveraj superior în meciurile directe; 3. Cel mai mare număr de goluri înscrise în meciurile directe (sau în meciul din deplasare, în cazul sistemului tur-retur); 4. Golaveraj superior în toate meciurile din grupă; 5. Cel mai bun golaveraj pozitiv în toate meciurile din grupă; Regulamentul preciza că, dacă folosind criteriile de mai sus ar fi fost determinat locul uneia din echipele cu punctaj egal, criteriile ar fi fost din nou folosite în aceeași ordine până ar fi fost determinat locul tuturor echipelor. În situația în care echipele ar fi rămas la egalitate și după folosirea criteriilor de mai sus, atunci Federația Europeană de Handbal ar fi luat o decizie de departajare prin tragere la sorți. În timpul fazei grupelor, doar criteriile 4–5 s-au aplicat pentru a determina clasamentul provizoriu al echipelor. |

### Grupa A
| Loc | Echipa                  | MJ | V  | E | Î  | GM  | GP  | DG   | Pct | Calificare           |
| --- | ----------------------- | -- | -- | - | -- | --- | --- | ---- | --- | -------------------- |
| 1   | Győri Audi ETO KC       | 14 | 11 | 1 | 2  | 432 | 356 | +76  | 23  | Sferturile de finală |
| 2   | Odense Håndbold         | 14 | 10 | 1 | 3  | 461 | 359 | +102 | 21  | Sferturile de finală |
| 3   | Brest Bretagne Handball | 14 | 7  | 3 | 4  | 399 | 367 | +32  | 17  | Playoff              |
| 4   | CSM București           | 14 | 8  | 1 | 5  | 414 | 366 | +48  | 17  | Playoff              |
| 5   | DVSC Schaeffler         | 14 | 7  | 1 | 6  | 394 | 414 | −20  | 15  | Playoff              |
| 6   | SG BBM Bietigheim       | 14 | 7  | 0 | 7  | 414 | 402 | +12  | 14  | Playoff              |
| 7   | Budućnost BEMAX         | 14 | 2  | 1 | 11 | 311 | 433 | −122 | 5   |                      |
| 8   | IK Sävehof              | 14 | 0  | 0 | 14 | 342 | 470 | −128 | 0   |                      |

|               | ODE     | GYŐ     | SÄV     | BIE     | BRE     | BUC     | BUD     | DEB     |
| ------------- | ------- | ------- | ------- | ------- | ------- | ------- | ------- | ------- |
| Odense Hb.    | –       | 30 – 31 | 40 – 22 | 42 – 29 | 29 – 29 | 29 – 25 | 39 – 24 | 33 – 30 |
| Győri ETO KC  | 32 – 29 | –       | 39 – 20 | 31 – 29 | 32 – 32 | 24 – 26 | 37 – 19 | 35 – 23 |
| IK Sävehof    | 20 – 44 | 26 – 29 | –       | 29 – 33 | 20 – 25 | 26 – 41 | 23 – 27 | 27 – 36 |
| SG Bietigheim | 25 – 28 | 26 – 34 | 30 – 21 | –       | 34 – 30 | 26 – 24 | 34 – 16 | 27 – 31 |
| Brest HB      | 25 – 26 | 23 – 24 | 28 – 23 | 37 – 30 | –       | 24 – 21 | 20 – 20 | 38 – 28 |
| CSM București | 28 – 24 | 23 – 27 | 35 – 26 | 31 – 28 | 28 – 30 | –       | 44 – 26 | 29 – 29 |
| ŽRK Budućnost | 17 – 33 | 21 – 29 | 31 – 30 | 22 – 27 | 21 – 34 | 24 – 29 | –       | 21 – 27 |
| Debreceni VSC | 22 – 35 | 29 – 28 | 32 – 29 | 26 – 36 | 31 – 24 | 23 – 30 | 27 – 20 | –       |

### Grupa B
| Loc | Echipa                  | MJ | V  | E | Î  | GM  | GP  | DG   | Pct | Calificare           |
| --- | ----------------------- | -- | -- | - | -- | --- | --- | ---- | --- | -------------------- |
| 1   | Metz Handball           | 14 | 11 | 0 | 3  | 470 | 402 | +68  | 22  | Sferturile de finală |
| 2   | Team Esbjerg            | 14 | 11 | 0 | 3  | 449 | 412 | +37  | 22  | Sferturile de finală |
| 3   | Ikast Håndbold          | 14 | 10 | 1 | 3  | 476 | 435 | +41  | 21  | Playoff              |
| 4   | Vipers Kristiansand     | 14 | 7  | 1 | 6  | 445 | 403 | +42  | 15  | Playoff              |
| 5   | RK Krim Mercator        | 14 | 6  | 1 | 7  | 389 | 384 | +5   | 13  | Playoff              |
| 6   | FTC-Rail Cargo Hungaria | 14 | 4  | 2 | 8  | 387 | 408 | −21  | 10  | Playoff              |
| 7   | CS Rapid București      | 14 | 4  | 1 | 9  | 366 | 399 | −33  | 9   |                      |
| 8   | MKS Zagłębie Lubin      | 14 | 0  | 0 | 14 | 327 | 466 | −139 | 0   |                      |

|                | BUC     | MET     | VIP     | KRI     | FTC     | ESB     | LUB     | IKA     |
| -------------- | ------- | ------- | ------- | ------- | ------- | ------- | ------- | ------- |
| CS Rapid       | –       | 31 – 34 | 30 – 29 | 27 – 22 | 20 – 23 | 24 – 33 | 26 – 25 | 27 – 35 |
| Metz Handball  | 33 – 22 | –       | 31 – 29 | 40 – 31 | 25 – 24 | 36 – 31 | 42 – 26 | 36 – 39 |
| Vipers         | 35 – 30 | 34 – 36 | –       | 29 – 23 | 37 – 26 | 37 – 38 | 28 – 24 | 31 – 32 |
| RK Krim        | 25 – 24 | 22 – 28 | 24 – 24 | –       | 32 – 26 | 33 – 27 | 32 – 19 | 28 – 34 |
| Ferencváros    | 24 – 24 | 25 – 38 | 27 – 35 | 26 – 28 | –       | 28 – 33 | 35 – 22 | 37 – 36 |
| Team Esbjerg   | 30 – 28 | 29 – 27 | 32 – 37 | 29 – 21 | 27 – 23 | –       | 32 – 26 | 37 – 34 |
| MKS Lubin      | 21 – 24 | 24 – 30 | 20 – 34 | 18 – 36 | 23 – 35 | 24 – 36 | –       | 26 – 35 |
| Ikast Håndbold | 30 – 29 | 35 – 34 | 30 – 26 | 33 – 32 | 28 – 28 | 34 – 35 | 41 – 29 | –       |

## Fazele eliminatorii

### Playoff
| Echipa 1                | Scor gen. | Echipa 2                | Tur   | Retur |
| ----------------------- | --------- | ----------------------- | ----- | ----- |
| FTC-Rail Cargo Hungaria | 59 – 56   | Brest Bretagne Handball | 28–30 | 31–26 |
| SG BBM Bietigheim       | 60 – 58   | Ikast Håndbold          | 29–27 | 31–31 |
| RK Krim Mercator        | 48 – 60   | CSM București           | 24–30 | 24–30 |
| DVSC Schaeffler         | 55 – 56   | Vipers Kristiansand     | 28–29 | 27–27 |

### Sferturile de finală
| Echipa 1                | Scor gen. | Echipa 2          | Tur   | Retur |
| ----------------------- | --------- | ----------------- | ----- | ----- |
| Vipers Kristiansand     | 49 – 54   | Győri Audi ETO KC | 23–30 | 26–24 |
| CSM București           | 47 – 56   | Metz Handball     | 24–27 | 23–29 |
| SG BBM Bietigheim       | 60 – 58   | Odense Håndbold   | 30–26 | 30–32 |
| FTC-Rail Cargo Hungaria | 49 – 55   | Team Esbjerg      | 25–26 | 24–29 |

### Final four
Câștigătoarele sferturilor de finală s-au calificat în turneul Final four. Acesta a fost găzduit de sala MVM Dome din Budapesta, Ungaria, pe 1 și 2 iunie 2024. Tragerea la sorți  pentru distribuția echipelor în semifinale a avut loc pe 7 mai 2024, începând cu ora 17:00 CEST.

### Echipele calificate
- SG BBM Bietigheim
- Team Esbjerg
- Győri Audi ETO KC
- Metz Handball

|  | Semifinalele Sala MVM Dome, Budapesta | Semifinalele Sala MVM Dome, Budapesta |                   |    | Finala Sala MVM Dome, Budapesta | Finala Sala MVM Dome, Budapesta |
|  |                                       |                                       |                   |    |                                 |                                 |
|  | 1 iunie 2024                          |                                       |                   |    |                                 |                                 |
|  |                                       |                                       |                   |    |                                 |                                 |
|  | Team Esbjerg                          | 23                                    |                   |    |                                 |                                 |
|  | Team Esbjerg                          | 23                                    | 2 iunie 2024      |    |                                 |                                 |
|  | Győri Audi ETO KC                     | 24                                    |                   |    |                                 |                                 |
|  | Győri Audi ETO KC                     | 24                                    | Győri Audi ETO KC | 30 |                                 |                                 |
|  | 1 iunie 2024                          |                                       | Győri Audi ETO KC | 30 |                                 |                                 |
|  |                                       | SG BBM Bietigheim                     | 24                |    |                                 |                                 |
|  | Metz Handball                         | SG BBM Bietigheim                     | 24                | 29 |                                 |                                 |
|  | Metz Handball                         |                                       |                   | 29 |                                 |                                 |
|  | SG BBM Bietigheim                     | 36                                    |                   |    |                                 |                                 |
|  | SG BBM Bietigheim                     | 36                                    | Finala mică       |    |                                 |                                 |
|  |                                       |                                       |                   |    |                                 |                                 |
|  | 2 iunie 2024                          |                                       |                   |    |                                 |                                 |
|  |                                       |                                       |                   |    |                                 |                                 |
|  | Team Esbjerg                          | 37                                    |                   |    |                                 |                                 |
|  | Team Esbjerg                          | 37                                    |                   |    |                                 |                                 |
|  | Metz Handball                         | 33                                    |                   |    |                                 |                                 |

## Clasamentul marcatoarelor
Actualizat pe 2 iunie 2024
| Poz. | Nume               | Echipă                  | Goluri |
| ---- | ------------------ | ----------------------- | ------ |
| 1    | Anna Viahireva     | Vipers Kristiansand     | 113    |
| 2    | Nora Mørk          | Team Esbjerg            | 110    |
| 3    | Sarah Bouktit      | Metz Handball           | 107    |
| 3    | Henny Reistad      | Team Esbjerg            | 107    |
| 5    | Cristina Neagu     | CSM București           | 103    |
| 6    | Valeria Maslova    | Brest Bretagne Handball | 101    |
| 7    | Markéta Jeřábková  | Ikast Håndbold          | 100    |
| 7    | Kristina Jørgensen | Metz Handball           | 100    |
| 7    | Katrin Klujber     | FTC-Rail Cargo Hungaria | 100    |
| 10   | Chloé Valentini    | Metz Handball           | 97     |

## Premiile competiției
Pe 2 iunie s-a anunțat că Stine Bredal Oftedal a fost desemnată cea mai bună jucătoare (MVP) a turneului Final four al ediției 2023-2024 a Ligii Campionilor.